# Heinrich Vogt (astronomo)
Heinrich Vogt (Gau-Algesheim, 5 ottobre 1890 – Heidelberg, 23 gennaio 1968) è stato un astronomo tedesco.
Diplomatosi a Magonza, si iscrisse nel 1911 ai corsi di astronomia, fisica e matematica dell'Università di Heidelberg dove divenne discepolo di Max Wolf. Interrotti gli studi a causa del primo conflitto mondiale, riprese la carriera scientifica ed ottenne il dottorato nel 1919 con una tesi intitolata Zur Theorie der Algolveränderlichen e l'abilitazione all'insegnamento nel 1921 con una tesi intitolata Photometrische Untersuchungen und Helligkeitsbestimmungen in dem Sternenhaufen h und χ Persei.
Nel 1926 divenne professore associato all'Università di Heidelberg e osservatore capo del relativo osservatorio. Nel 1929 fu nominato professore all'Università di Jena e direttore del locale osservatorio.
Nel 1931 aderì al partito nazista divendone un capo politico e elemento di collegamento all'università. Nel 1933 entrò nelle unità paramilitari delle SA raggiungendo il grado di obersturmführer.
Nel 1933 subentrò a Max Wolf come professore di astronomia all'Università di Heidelberg divenendo anche direttore dell'osservatorio. Nel 1945 perse il ruolo di direttore ma mantenne la cattedra d'insegnamento fino al pensionamento nel 1957.
Indipendentemente da Henry Norris Russell formulò quello ora noto come teorema Vogt-Russell
Il Minor Planet Center gli accredita la scoperta dell'asteroide 735 Marghanna effettuata il 9 dicembre 1912.
Gli è stato dedicato l'asteroide 1439 Vogtia.